# Harpyionycteris
Harpyionycteris é um gênero de morcegos da família Pteropodidae.

## Espécies
- Harpyionycteris celebensis Miller e Hollister, 1921
- Harpyionycteris whiteheadi Thomas, 1896